# Michael Gower Coleman
Michael Gower Coleman (* 19. April 1939 in Mafeking, Kapprovinz; † 17. Dezember 2011) war ein südafrikanischer Geistlicher und römisch-katholischer Bischof von Port Elizabeth.

## Leben
Michael Gower Coleman,  ältestes von sieben Kindern, stammte aus einer Einwandererfamilie mit Wurzeln aus England, Wales und Schottland sowie Irland. Er besuchte die Laerskool Zeerust in Transvaal und das Christian Brothers College in Kimberley, Provinz Nordkap. Nach einem Freiwilligenjahr in Sambia trat er auf Einladung von Bischof Ernest Arthur Green in das St. John Vianney Seminary in Pretoria ein, dem Diözesanseminar des Bistums Port Elizabeth; an der Universität von Südafrika studierte er Philosophie. Michael Gower Coleman empfing am 30. Juni 1963 die Priesterweihe in seiner  Heimatpfarre St. Patrick in Grahamstown. Er war in der Seelsorge in St. Francis Xavier in East London und an der Pfarre Sacred Heart in King William’s Town tätig. Er war im Mission Appeal Programme in den USA tätig und absolvierte Führungskurse des Jesuitenordens. Er gründete die Marriage-Encounter-Bewegung in Südafrika. Von 1981 bis 1986 lehrte er am Seminar St. Peter and Paul in Hammanskraal, Transvaal.
Papst Johannes Paul II. ernannte ihn am 21. März 1986 zum Bischof von Port Elizabeth. Der Erzbischof von Kapstadt, Stephen Naidoo CSsR, spendete ihm am 22. Juni desselben Jahres die Bischofsweihe; Mitkonsekratoren waren John Patrick Murphy, emeritierter Bischof von Port Elizabeth, und Andrew Zolile T. Brook, Bischof von Umtata. Er war Beauftragter der Bischofskonferenz für die Southern African Council of Priests (SACOP) und das Interregional Meeting of Bishops in Southern Africa (IMBISA). Von 2000 bis 2011 war er erster Vizepräsident der Southern African Catholic Bishops' Conference. Am 20. August 2011 gab Papst Benedikt XVI. seinem Ruhestandsgesuch statt.